# Ochlodes venata
Cet article concerne l'espèce d'Asie orientale. Pour l'espèce européenne parfois désignée par le même nom, voir Ochlodes sylvanus.
Espèce
Ochlodes venata est une espèce de lépidoptères (papillons) de la famille des Hesperiidae, présente en Asie orientale.

## Systématique

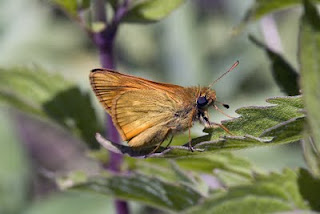
Ochlodes Venata nom empirique "La Sylvaine"

Ochlodes venata (= Ochlodes venatus) a été décrite par les entomologistes russes Otto Bremer (1812–1873) et William Grey (d) (?-?) en 1853.
Cette espèce a longtemps été confondue avec l'espèce ressemblante Ochlodes sylvanus.
Cette dernière, présente en Europe et en Asie tempérée, est encore souvent désignée comme « Ochlodes venatus » ou « Ochlodes venata » dans la littérature et sur le web, ce qui est source de confusion.

## Liste des sous-espèces
- Ochlodes venata venata
- Ochlodes venata majuscula (Elwes et Edwards, 1897)
- Ochlodes venata sagitta Hemming
- Ochlodes venata similis Leech[2]

## Description
L'imago a les ailes antérieures pointues, avec le dessus des ailes fauve orangé, finement bordé de sombre et plus ou moins marbré de marron.
Posé, ce papillon maintient les ailes antérieures dans une position particulière, demi-ouverte.

## Biologie et écologie

### Période de vol et hivernation
Ochlodes venata vole en juillet-août.

### Biotope
L'espèce fréquente les lisières, prairies et autres milieux herbeux ouverts.

## Distribution
Ochlodes venata est présente en Asie orientale (Est de la Russie et de la Chine, Corée et Japon),.